# Северо-китайский леопард
Северо-китайский леопард (лат. Panthera pardus japonensis) — подвид леопарда, обитающий в северном Китае.  
Леопард обитает в лесах и горах, поедая, как и другие леопарды, грызунов, оленей, диких коз, диких свиней.
Пятна леопарда напоминают скорее пятна ягуара, а его мех самый длинный из всех подвидов леопарда.
Спаривание приходится на январь-февраль, беременность длится примерно 46 дней. Самка рождает 2—3 детёнышей, но из-за высокой смертности, в живых остаётся 1, редко 2. Маленькие леопарды открывают глаза на 10-й день после рождения, у них длинный мех, который затем уменьшается. В три месяца детёныш начинает ходить на охоту вместе с мамой. В возрасте 1 года они уже могут себя защищать, но с матерью остаются до 18—24 месяцев.
По данным последних исследований (2020 год) в дикой природе сохранилось от 174 до 348 особей.
Важнейшим леопардом этого подвида был Чунг Чи (Cheung Chi). С его помощью самки родили 15 леопардов, в целом он имеет 40 потомков. Последний детёныш от него родился в 1988 году, сам Чунг Чи умер в 1993 году.